# Емил из Ленеберја
Емил из Ленеберја (на шведском: Emil i Lönneberga) је серијал дечијих романа шведске списатељице Астрид Линдгрен. Серијал чини дванаест књига које су написане између 1963. и 1997. Главни лик, дечак Емил, је шаљивџија који живи на породичном имању у селу Ленеберја у делу Шведске који се зове Смоланд. Књиге су преведене на 44 језика (2014), најчешће праћене оригиналним илустрацијама Бјерна Берја.

## Лик Емила
Емил Свенсон и његова породица живе на имању које се зове Катхулт, у селу Ленеберја, пар километара удаљеном од вароши Вимерби. Зависно од књиге, Емил има између пет и осам година. Због светле косе и плавих очију он личи на анђела, што он никако није. Поседује невероватну способност да упада у невоље. Емил није злонамеран, како многи око њега мисле. Он чак у једном тренутку и каже: „Шале се не смишљају, оне се просто десе.“. Обично је реч о добронамерним поступцима који се лоше заврше, дечијим играма, знатижељи, несрећним случајевима или пукој непромишљености. На пример, храну спремљену за рођаке који долазе у посету он даје сиромашнима, којима је више потребна. Успева једном приликом, закључавајући врата, да случајно закључа тату у помоћни објекат. Својој млађој сестри испуњава жељу и подиже је на врх јарбола, да би се уверила колико далеко се види са врха. Играјући се игре „кобајаги“ успева да убеди све око себе да су се разболели од тифуса. Емил углавном успева да избегне татин гнев тако што побегне и сакрије се у шупи за алат. Пошто се шупа закључава и са споља и изнутра, татина казна обично буде да затвори Емила на кратко у шупу. Емил се углавном постиди свог несташлука, али закључавање у шупу и није није озбиљна казна за њега, јер он воли да седи у шупи и резбари по једну дрвену фигурицу сваки пут када је „у казни“. На крају је сакупио збирку од 369 фигурица, с тим што је једну мама закопала јер је исувише личила на сеоског учитеља. Емил је мудар и креативан и мисли му теку неуобичајеним током, тако да га одрасли често погрешно схватају.
Емил је веома сналажљив. Окретан је са свим сеоским животињама, посебно коњима. Такође је храбар и спашава Алфреда, помоћног радника, када је овај једном приликом имао тровање крви. Пошто је Алфред био на самрти, а пут до доктора је био затрпан снегом, Емил је упркос лошем времену коњем и санкама отишао до доктора и тако спасао живот Алфреду, свом идолу.
На крају, за Емила се прича да је израстао у одговорног и сналажљивог човека који постаје и председавајући сеоског савета.

## Остали ликови
Антон Свенсон, Емилов отац, се често љути на свог сина, али је јасно да му је, између несташлука,  веома привржен. Описан је као типичан представник житеља Смоланда – на пример веома штедљив. Једном приликом говори својој жени да ако буде тако често обувала ципеле, мораће их свако мало мењати – сваких десет година! Алкохол и псовање су најстрожије забрањени у кући Свенсона.
Алма Свенсон, Емилова мајка обожава свог дечака и често говори да је Емил „диван дечкић и сви га волимо баш таквог какав је“. Она такође записује сваку невољу у коју Емил упада у једну плаву књижицу, мада се то ускоро проширује на неколико књига. 
Ида Свенсон, Емилова сестрица, је лепо васпитано дете, за разлику од Емила. Она повремено покушава да се нашали са братом, јер мисли да је у шупи пријатно и жели даје тамо пошаљу, али јој то не полази за руком.
Алфред, помоћни радник, и Лина, кућна помоћница, такође живе на имању. Алфред веома воли децу и он је Емилов најбољи друг, али Лина га не воли. Она је заљубљена у Алфеда и наваљује на њега да је ожени, тема коју Алфред најрадије избегава. 

## Филмске адаптације
- Emil i Lönneberga (1971)
- Nya hyss av Emil i Lönneberga (1972)
- Emil och griseknoen (1973)
- Michel aus Lönneberga, немачко-шведска телевизијска серија
- Emīla nedarbi (1985), летонски телевизијски филм
- Emil and Ida in Lönneberga (филм) (2013)